# Echeveria amphoralis
Echeveria amphoralis är en fetbladsväxtart som beskrevs av Walther. Echeveria amphoralis ingår i släktet Echeveria och familjen fetbladsväxter. Inga underarter finns listade i Catalogue of Life.